# Gallacea eburnea
Gallacea eburnea är en svampart som beskrevs av Castellano & Beever 1994. Gallacea eburnea ingår i släktet Gallacea och familjen Gallaceaceae.   Inga underarter finns listade i Catalogue of Life.